# Форум Львів

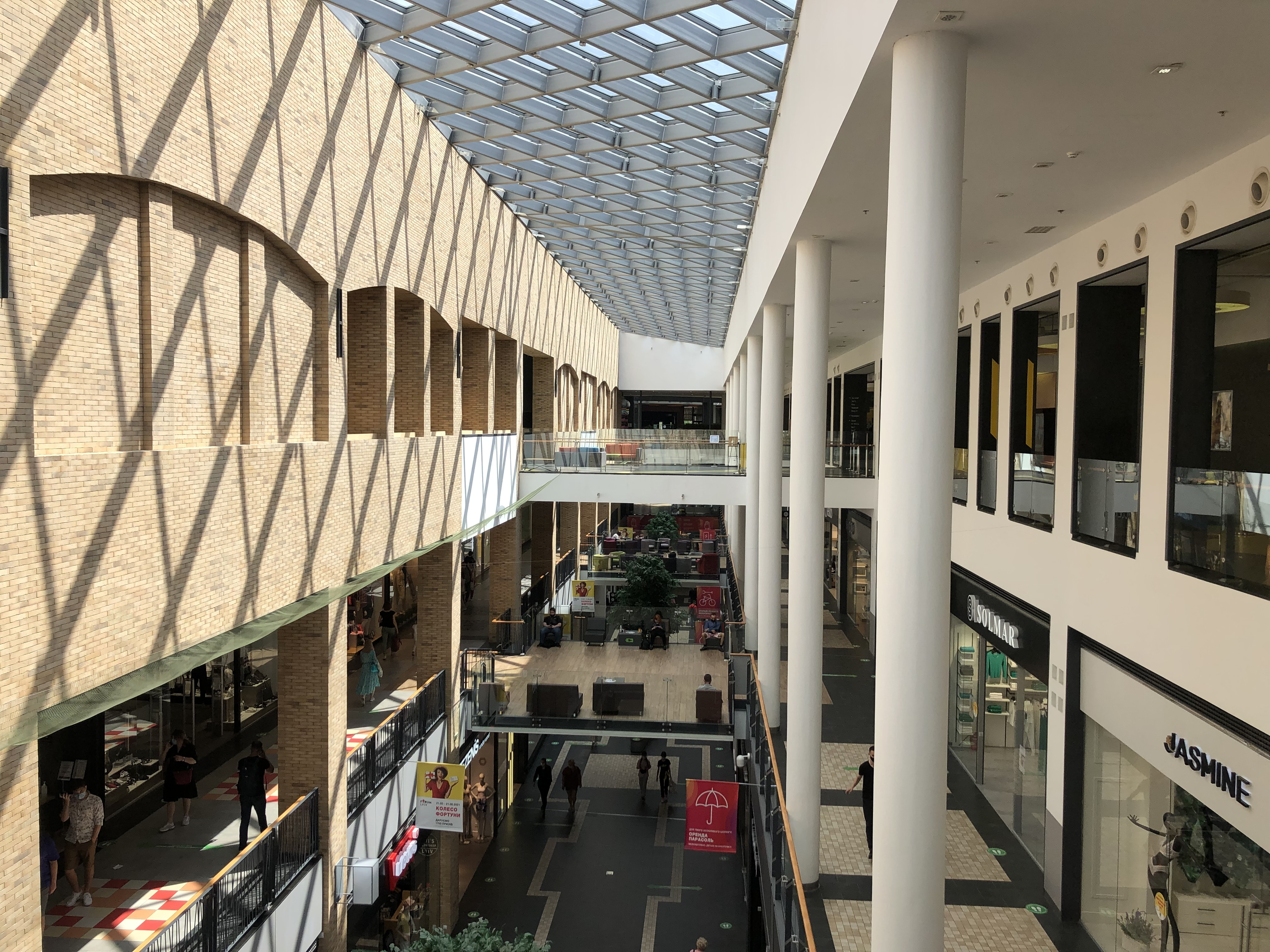
Інтер'єр з висоти третього поверху

Форум Львів (англ. Forum Lviv) — торгово-розважальний центр (ТРЦ) у Львові, відкритий 25 вересня 2015 року. Розміщений у центральній частині міста на вул. Під Дубом, 7Б. Належить нідерландській девелоперській компанії Multi Corporation, яка через свій офіс у Києві Multi Ukraine LLC керує торговим центром.
У Форумі Львів діють близько 120 крамниць та бутиків, а також кінотеатр, декілька кафе, дитяча зона та продуктовий супермаркет «Сільпо».

## Опис
ТРЦ «Форум Львів» став першим торгово-розважальним центром в Україні, що був сертифікований відповідно до стандартів BREEAM, який є одним з найвідоміших і найпоширеніших методів визначення екологічної ефективності будівель. Центр має 4 поверхи: поверх підземного паркінгу на 600 паркувальних місць, два торгові поверхи, та верхній поверх із зоною розваг, кінотеатру та ресторанів, включаючи велику зовнішню терасу. Загальна площа проекту складає 69000 м² (з них орендована — 35000 м²).
Розмір інвестицій у ТРЦ — близько 92 млн євро. Фінансування забезпечували Європейський банк реконструкції та розвитку та UniCredit. У ньому загалом створено до 1 тис. нових робочих місць.
Над ТРЦ «Форум Львів» добудують додаткові приміщення, там відкриють нові два зали «Планети кіно», торгівельні площі та відпочинкову зону. Відповідні містобудівні умови та обмеження затвердив 13 листопада 2020 року виконком ЛМР.

## Характеристики
- Кількість рівнів — 4:
  - Підземний паркінг;
  - 1-ий і 2-ий рівень — Торгова зона;
  - 3-ій рівень  — Розважальна зона;
- Загальна площа проекту — 69 000 м²;
- Загальна орендна площа — 35 000 м²;
- Кількість магазинів — 120;
- Кількість паркувальних місць — 600.